# Aymé Guerrin
 (janvier 2016).
Si vous disposez d'ouvrages ou d'articles de référence ou si vous connaissez des sites web de qualité traitant du thème abordé ici, merci de compléter l'article en donnant les références utiles à sa vérifiabilité et en les liant à la section « Notes et références ».
Aimé Guerrin (dit également Aymé Guerrin ou Aymé-Guerrin) est un journaliste et résistant français né à Ussel (Corrèze) le 20 avril 1890 et mort à Nice le 2 décembre 1979.

## Biographie

### Jeunesse et formation
Fils d’Eugène Guerrin, ingénieur issu de l’École centrale et industriel, et de Marguerite Chauvelot, Aymé Guerrin vit quelque temps à Cambrai jusqu’en 1905, puis sa famille s’installe à Arras.
Il entre en 1906 au collège jésuite installé dans le château d'Antoing (en Belgique, du fait de l’interdiction pesant alors sur les congrégations religieuses interdites d’enseignement en France). L'année suivante entre dans ce même collège Charles de Gaulle (octobre 1907) qui sera dans la même classe que son frère aîné Henry. Aymé quitte au bout de quelques mois Antoing pour le séminaire de Thieu où il reste jusqu’à l’été 1908.
Envisageant de suivre une vocation religieuse, il est alors envoyé en 1910 par le recteur du noviciat au collège jésuite Saint-Joseph de Reims pour y enseigner.
Après le déclenchement de la Première Guerre mondiale, il regagne Arras, alors occupée par les Allemands (entre août et septembre 1914), et devient infirmier-brancardier à l’hôpital Saint-Jean. Son action courageuse lui vaut en 1920 la médaille d’argent de la reconnaissance française.

### Publication d’un journal de guerre: le Lion d’Arras
Le 1er janvier 1916, il crée, avec notamment Jules Millecamps, doyen de l’église Saint-Nicolas-en-Cité et Louis Ducrocq, ancien rédacteur de La Croix d’Arras, aumônier militaire et curé intérimaire de Saint-Jean-Baptiste, le Lion d’Arras, sous-titré Journal de siège : Organe hebdomadaire d’Union Atrébate qui devient hebdomadaire en septembre 1917 et qui paraîtra jusqu’en janvier 1920.
À cette époque, et bien qu'il ne soit pas réellement séminariste, il se présente au commissaire de police d'Arras auprès duquel il déclare le projet de créer le Lion d'Arras, en décembre 1915 comme « l'abbé Guerrin, professeur au collège Saint-Joseph de Reims ». Il réutilisera parfois cette formule trompeuse, même s'il préfère signer ses articles du Lion d'Arras sous d'autres pseudonymes (comme Gabriel Aymé ou J. Darras).

### Voyages et publications dans l’entre-deux-guerres
Entre février et septembre 1920, il effectue un voyage d’études en Europe (Berlin, Budapest, Vienne, Rome notamment), en Afrique du Nord, en Égypte et en Palestine. Il y est accrédité par les ministères de l’Instruction publique et des Affaires étrangères tout en faisant office d’envoyé spécial pour plusieurs journaux (L'Écho de Paris et le Petit marseillais).
À l’issue de ce voyage, il se rend à l’abbaye de Latroun, monastère trappiste près de Jérusalem, où il va résider pendant près d’un an et demi, d’octobre 1920 à avril 1922 et tente une expérience de noviciat qu’il abandonnera pour raisons de santé.

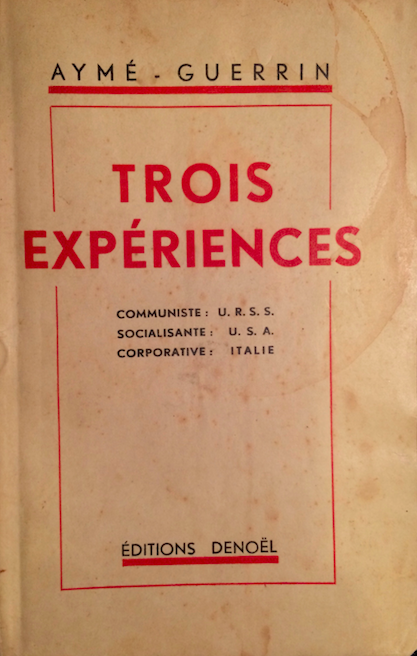
Trois expériences (1937)

Pendant son périple en Palestine, il adresse au ministère des affaires étrangères, un rapport intitulé Notes sur la situation de l’influence française en Palestine où il présente les efforts de l’administration britannique pour réduire l’influence française dans son nouveau protectorat et évoque en particulier le cas de la Custodie franciscaine de Terre sainte qu’il décrit comme étant dominé par des Italiens et des Espagnols très hostiles aux intérêts français, même s’il y a rencontré quelques frères franciscains français, dont le père Barnabé Meistermann.
Reprenant son voyage, il se rend notamment à Athènes, Beyrouth et Constantinople, avant de rejoindre la France en septembre 1922 via Belgrade, Vienne et la Suisse.
Après un second voyage en Grèce (de septembre 1923 à février 1924), il rentre à Paris et se marie avec Marie-Louise Kuhn le 13 juillet 1925. De 1924 à 1932, il est l'un des secrétaires généraux de l’Union du commerce et de l'industrie pour la défense sociale. À partir de 1927, il crée et dirige également La Documentation nationale, le bimensuel de cette association politico-économique.
Parallèlement à une activité alimentaire dans le journalisme et la presse, Guerrin commence à publier – sous le nom de plume d’Aymé-Guerrin – quelques ouvrages. C’est tout d’abord Jésus tel qu'on le vit, publié chez Plon en 1928, dans lequel il retrace ce que l’on sait de la vie du Christ en la replaçant dans le contexte historique et social de son époque ainsi que dans la géographie de la Palestine d’alors (qu’il connaît depuis son séjour de 1920-1922). Ce premier ouvrage ayant rencontré un certain succès, et l’archevêché de Paris ayant été intéressé à en voir reparaître une version abrégée et centrée sur les seuls chapitres consacrés à la Passion, il publie La Mort du Christ (Plon, 1933).
Mais son intérêt pour les questions économiques et la situation internationale l’amène à publier en 1937 un essai dénommé Trois expériences. Communiste : U.R.S.S. Socialisante : U.S.A. Corporative : Italie (Denoël, 1937).

### Entrée en résistance et création du groupe Vercingétorix
Après l’exode et l’armistice, Aymé Guerrin, replié avec sa famille à Pau, entre comme responsable du secrétariat du département central des titres de la Banque nationale du commerce et de l'industrie (BNCI). Rentré ensuite en région parisienne dans sa villa du Raincy pour rejoindre le siège de la banque, il commence à partir de décembre 1941 l'édition et la diffusion d'un bulletin clandestin (qui est tout d'abord titré La Chaîne française, puis les papiers Vercingétorix).
À la même période, il connait à la BNCI Yves Masiée, un officier de réserve qui rentre de captivité (ayant été libéré par anticipation pour raison de charges de famille) et qui a la charge du contentieux social dans cette banque. Avec celui-ci et avec plusieurs autres salariés de la BNCI (dont Suzanne Werth, la femme de l’écrivain Léon Werth) il développe rapidement son groupe et diversifie ses activités dès 1942, notamment en imprimant des faux papiers, en recueillant et en aidant des aviateurs alliés abattus et des réfractaires, en organisant leur passage en Espagne, en collectant des renseignements militaires, puis en constituant des groupes de combat en région parisienne.
En 1945, le journal France Libre dont il est le rédacteur en chef évoque dans ces termes la naissance de son réseau : « Notre rédacteur en chef, Aymé-Guerrin (alias Le Grix), alors à Pau, avait lancé, dès 1940, nombre de papiers, notamment deux lettres au maréchal Pétain, qui ont couru dans toute la France. Détail pittoresque : c’est par la valise diplomatique de Vichy que la première entra en zone nord. Ayant regagné sa villa du Raincy, la villa « Velléda », il y publia, en novembre 41, le premier numéro d’une feuille mensuelle à formats et papiers différents, de façon à détourner les recherches ; les Papiers de Vercingétorix étaient nés. Bientôt ce organisme de propagande allait, par la seule force des choses, devenir un véritable mouvement de résistance, groupant plusieurs milliers d’hommes avec tous les services : renseignements, postes d’émission, fabrication de fausses pièces d’identité, sections de combat, etc., et s’étendre sur nombre de villes de banlieue et de province. » Parmi les membres de son groupe, on peut notamment évoquer – outre Yves Masiée (qui sera fusillé par la Gestapo en août 1944) et Suzanne Werth - le policier Georges Bréheret (qui mourra à Mathausen en 1945) et André Manivert qui s'occupait des faux papiers (également décédé à Mathausen en mars 1944), ainsi que le père franciscain Corentin Cloarec (qui fut assassiné par la Gestapo dans son couvent à Paris le 28 juin 1944). Mais A. Guerrin bénéficie également, autour du Raincy, du soutien actif de Colette Hanra qui lui sert d’agent de liaison (et qui fait beaucoup notamment pour l’édition clandestine du journal) et dont le père, Marcel Hanra (industriel et président-fondateur du Centre d'hygiène et d'Assistance Sociale de Villemomble depuis 1932,), l’avait mis en relation dès 1942 avec un premier imprimeur du Raincy, Armand Bernier afin d’effectuer le tirage de ses bulletins clandestins.
Avec le développement de ses activités, le groupe Vercingétorix entre en contact avec d’autres mouvements de résistance : Défense de la France (auquel Guerrin propose d’accueillir au Raincy l’atelier d’impression du journal en juillet 1943, ce qui ne peut se faire en raison de la répression allemande), la Confrérie Notre-Dame du colonel Rémy (à laquelle Masiée et Suzanne Werth apportaient également leur concours), l’Organisation civile et militaire (OCM) ainsi que le mouvement Ceux de la Libération (CDLL), fondé en août 1940 par Maurice Ripoche (et dirigé depuis l’arrestation de celui-ci en mars 1942 par Roger Coquoin).

### Fusion avec Ceux de la Libération et répression allemande
À la fin de l’été 1943, après avoir hésité à rejoindre l’OCM, A. Guerrin accepte la proposition de Coquoin d’intégrer son groupe Vercingétorix dans le mouvement CDLL. Il dira plus tard : « Hier, nous étions Ceux de la Libération, ceux de Vengeance, ceux de Vercingétorix, groupements divers et fraternels nés partout à l'appel du général de Gaulle ».
Peu de mois après, plusieurs arrestations portent un coup très dur à son groupe initial. En novembre 1943, la trahison du radio Robert Bacque (dit « Tilden ») de la CND entraîne l’arrestation de Bréheret. Au même moment, comme il l’écrit dans France Libre en 1945 : « le cyclone s’abattit sur le mouvement : trois lieutenants d’Aymé-Guerrin furent arrêtés ; d’autres, obligés de disparaître ; lui-même put quitter son domicile avant l’arrivée de la Gestapo. Sa femme (alias Rolande) et une de ses filles de 15 ans (Évelyne) furent emmenées en pleine nuit rue des Saussaies ; la première mise au cachot, la seconde ne se vit enlever les menottes que pour être déshabillée et mise à la torture. La Gestapo recula au dernier moment, et, jouée par leur calme et la fermeté de leurs réponses après plusieurs interrogatoires, elle les remit en liberté ».
Aymé Guerrin trouve notamment refuge quelques jours à l’intérieur du couvent franciscain de la rue Marie-Rose (XIVe) dont le Père Corentin, membre de son réseau, est le vicaire. Il y rencontra secrètement plusieurs membres de son réseau. En janvier 1944, il trouva ensuite refuge chez Jacques Thibault, un cousin de sa femme, à Epinay-sur-Seine.
L’un des apports du groupe Vercingétorix à CDLL étant son organe de presse clandestine, Aymé Guerrin devient le responsable de la publication du nouveau journal de CDLL qui succède aux papiers Vercingétorix. Le 9 avril 1944, le nouvel organe parut sous le nom de Ceux de la Libération, mais le 25 juin 1944 il prend son nom définitif de France Libre.
C’est en sa qualité de rédacteur en chef de France Libre qu’Aymé Guerrin participe et commente la libération de Paris et celle de la France. Le 29 août 1944, il est reçu avec les autres dirigeants de la presse clandestine de la résistance, par le général de Gaulle.
Au printemps 1945, une grave crise divise Ceux de la Libération, opposant à son président André Mutter et à ses proches, souhaitant transformer le mouvement en parti politique (orienté à droite), d’autres résistants qui s’y refusent. Aymé Guerrin et les partisans de l’autonomie de CDLL claquent la porte, bientôt suivis par les membres de Vengeance, mouvement qui avait fusionné avec CDLL peu avant la Libération. Aymé Guerrin quitte également le journal France Libre, qu'il avait fondé et qui était l’un des plus gros tirages de la presse de la Libération (il déclinera progressivement, avant d’être absorbé par L’Aurore en 1948).

### Gaulliste et réformateur social et religieux
De mai 1945 à l’automne 1948, Aymé Guerrin multiplie les conférences et articles à caractère économique ou politique, affichant une opposition d’inspiration gaulliste à la IVe République, tout en refusant de rejoindre le RPF.
Séduit par les idées de Jacques Duboin, il écrit régulièrement dans La Grande relève, la revue du Mouvement français pour l’abondance (MFA) qu’il dirige. Il y critique vigoureusement la politique coloniale française en Indochine et en AFN, et y développe ses vues sur « Une philosophie chrétienne de l’évolution ».
Par ailleurs, il crée Le SOC, journal « non conformiste » prônant l’économie distributive, qui paraît de 1947 à 1949.
Retiré avec sa famille à Nice en 1948, il se consacre à des écrits religieux, à l’étude de l’hébreu et à la méditation ainsi qu’aux plaisirs de l’agriculture, dans son « ermitage » sur les hauteurs de La Turbie.
Ardent défenseur d’une réforme de l’Église catholique, il entretient une correspondance suivie avec le Vatican, les cardinaux et les évêques. Après 1958, il correspond régulièrement avec le général de Gaulle, lui exposant ses avis sur la question algérienne et ses propositions pour réformer l’éducation, ou encore plaidant pour un statut de l’objection de conscience.

## Œuvres
- Jésus tel qu’on le vit, Plon, 1928
- La Mort du Christ, Plon, 1933
- Trois expériences, Denoël, 1937
- Faire le socialisme distributif ou mourir, O.C.I.A., 1946